# Aizu (Region)

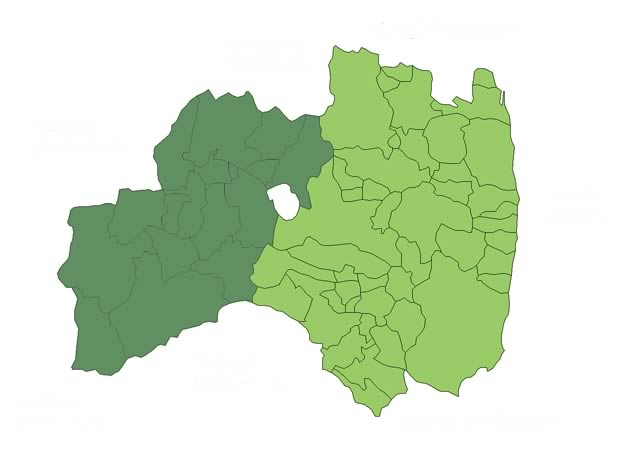
Aizu (dunkelgrün) in Fukushima in scharfer, verwaltungstechnischer Definition nach heutigen Gemeinden

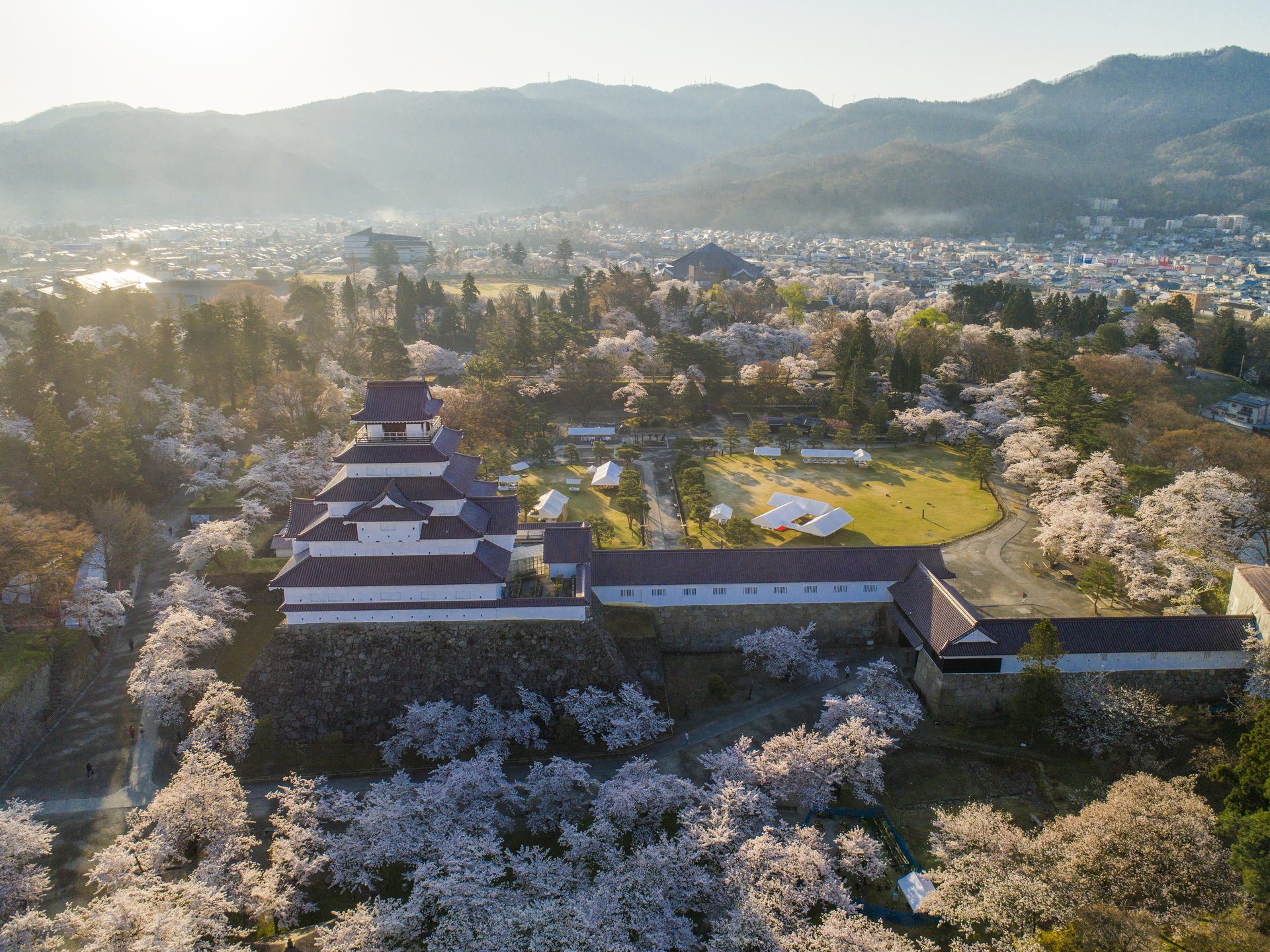
Die „Kranichburg“ von Wakamatsu

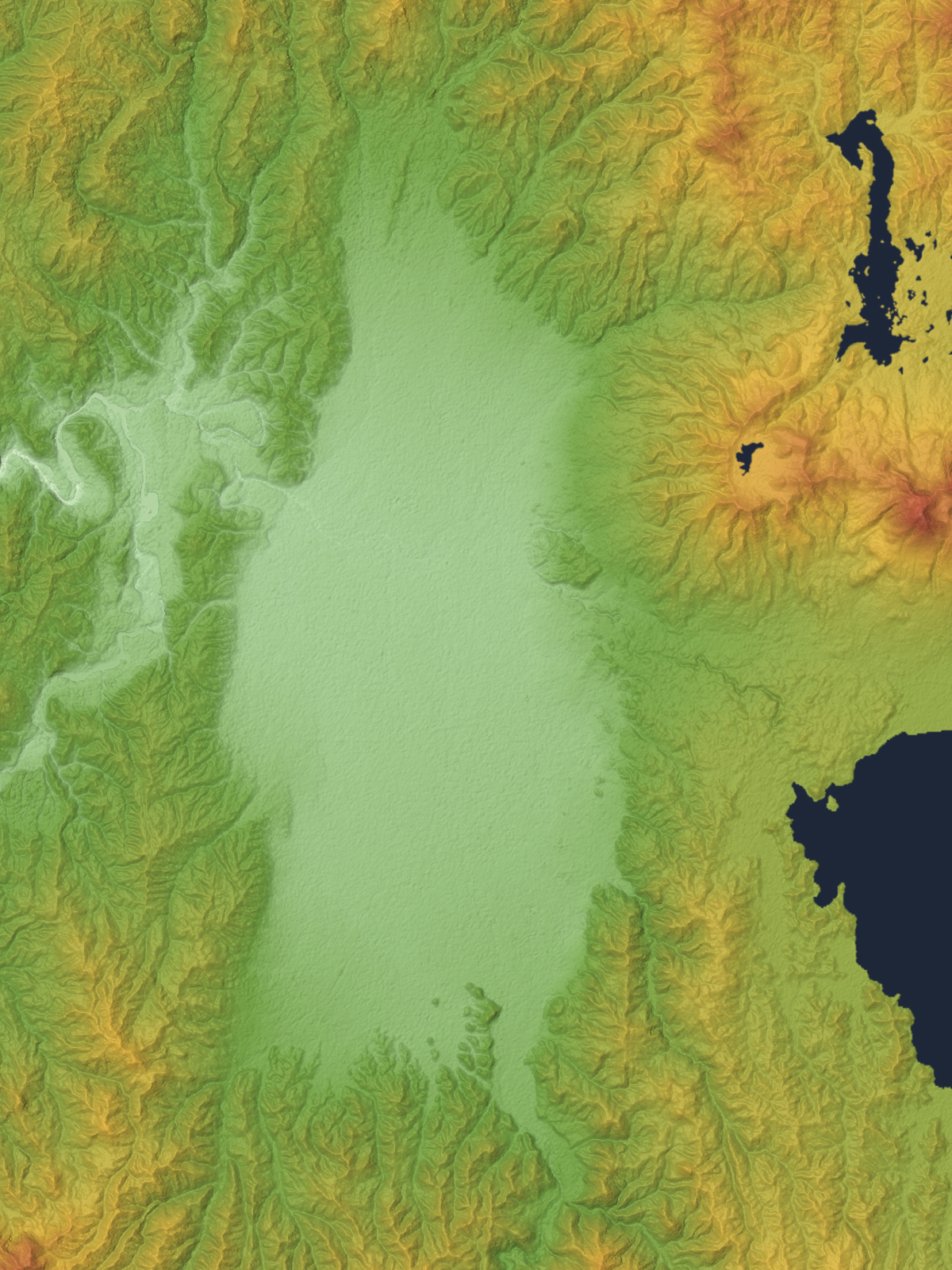
Topographische Karte des Aizu-Beckens, am östlichen Bildrand der Inawashiro-See

Die Region Aizu (jp. 会津地方 Aizu-chihō) ist eine Region im Westen der japanischen Präfektur (-ken) Fukushima. Begrenzt wird sie durch das Echigo-Gebirge im Westen und das Ōu-Gebirge im Osten. Dazwischen liegt das Aizu-Becken, in dem mit der Stadt Wakamatsu (seit 1955 Aizu-Wakamatsu) auf der Burg Wakamatsu der historische Fürstensitz des frühneuzeitlichen Großlehens (-han) Aizu liegt. Der Name Aizu geht bis ins Altertum zurück; in der Ritsuryō-Landesgliederung wurde hier der Kreis (kōri/-gun) Aizu der Provinz Mutsu eingerichtet.
Teilweise wird die Teilregion Süd-Aizu (Minami-Aizu) im Südwesten separat eigenständig betrachtet, so in der Verwaltung als Außenstelle der Präfekturverwaltung/Unterpräfektur.